# Jeyrān Bolāgh
Jeyrān Bolāgh (persiska: جیران بلاغ) är en ort i Iran.   Den ligger i provinsen Kermanshah, i den västra delen av landet, 400 km väster om huvudstaden Teheran. Jeyrān Bolāgh ligger 1 617 meter över havet och antalet invånare är 186.
Terrängen runt Jeyrān Bolāgh är kuperad åt nordost, men åt sydväst är den platt.Runt Jeyrān Bolāgh är det ganska tätbefolkat, med 185 invånare per kvadratkilometer. Närmaste större samhälle är Kermānshāh, 15,1 km norr om Jeyrān Bolāgh. Omgivningarna runt Jeyrān Bolāgh är i huvudsak ett öppet busklandskap.